# Geometría molecular bipiramidal trigonal

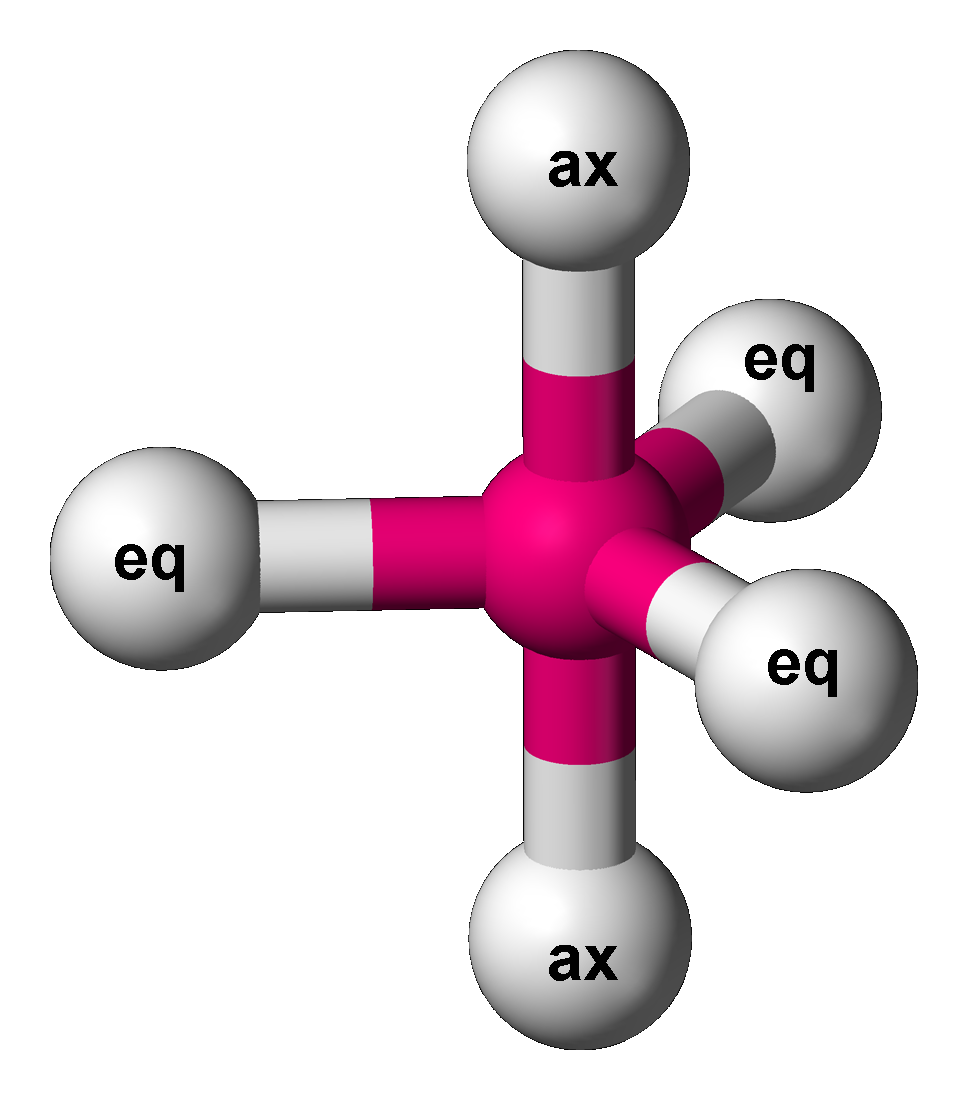
ax = axial
eq = ecuatorial

En Química, la geometría molecular bipiramidal trigonal describe la disposición de seis átomos, cinco de los cuales se ubican en torno al átomo restante, formando una bipirámide triangular. Se trata de uno de los poco casos en los que los ángulos de enlace que rodean a un átomo no son idénticos (véase también bipirámide pentagonal), lo cual se debe simplemente a que no existe una disposición geométrica posible con cinco ángulos enlazantes iguales en tres dimensiones.

## Comportamiento
Los isómeros con geometría bipiramidal trigonal son capaces de interconvertirse mediante un proceso conocido como pseudorrotación de Berry. La pseudorrotación es conceptualmente similar al movimiento de un diastereoisómero conformacional, a pesar de que no se llegan a dar revoluciones completas. En el proceso de pseudorrotación dos ligandos ecuatoriales (ambos con una distancia de enlace menor que la del tercero) "se desplazan" hacia el eje molecular, mientras que los ligandos axiales "se desplazan" simultáneamente hacia el ecuador, creando un movimiento cíclico constante. El fenómeno de pseudorrotación es especialmente notable en moléculas simples como el pentafluoruro de fósforo.

## Ejemplos
El pentacloruro de fósforo (PCl5) es el más claro ejemplo de estructura bipiramidal trigonal. El átomo de fósforo comparte el plano con tres átomos de cloro "ecuatoriales" con ángulos de enlace de 120°. Los dos átomos de cloro "axiales" se sitúan por arriba y por debajo del plano horizontal del fósforo.